# Kang Ji-sook
Kang Ji-sook (4 de fevereiro de 1979) é uma basquetebolista profissional sul-coreana.

## Carreira
Kang Ji-sook integrou a Seleção Sul-Coreana de Basquetebol Feminino em Atenas 2004, terminando na décima-segunda posição.